# Список астероїдів (11001—11100)
| Назва                                 | Тимчасове позначення | Дата відкриття    | Місце відкриття                         | Відкривач                        |
| ------------------------------------- | -------------------- | ----------------- | --------------------------------------- | -------------------------------- |
| 11001 Андревульфф (Andrewulff)        | 1979 MF              | 16 червня 1979    | Обсерваторія Ла-Сілья                   | Ганс-Еміль Шустер                |
| 11002 Річардліс (Richardlis)          | 1979 MD1             | 24 червня 1979    | Обсерваторія Сайдинг-Спрінг             | Е. Гелін, Ш. Дж. Бас             |
| 11003 Андронов (Andronov)             | 1979 TT2             | 14 жовтня 1979    | КрАО                                    | Микола Черних                    |
| 11004 Стенмарк (Stenmark)             | 1980 FJ1             | 16 березня 1980   | Обсерваторія Ла-Сілья                   | Клаес-Інґвар Лаґерквіст          |
| 11005 Вальтрудерінг (Waldtrudering)   | 1980 PP1             | 6 серпня 1980     | Обсерваторія Ла-Сілья                   | Річард Вест                      |
| 11006 Ґілсон (Gilson)                 | 1980 TZ3             | 9 жовтня 1980     | Паломарська обсерваторія                | Керолін Шумейкер, Юджин Шумейкер |
| (11007) 1980 VA3                      | 1980 VA3             | 1 листопада 1980  | Паломарська обсерваторія                | Ш. Дж. Бас                       |
| (11008) 1981 EO7                      | 1981 EO7             | 1 березня 1981    | Обсерваторія Сайдинг-Спрінг             | Ш. Дж. Бас                       |
| (11009) 1981 ET10                     | 1981 ET10            | 1 березня 1981    | Обсерваторія Сайдинг-Спрінг             | Ш. Дж. Бас                       |
| (11010) 1981 ET24                     | 1981 ET24            | 2 березня 1981    | Обсерваторія Сайдинг-Спрінг             | Ш. Дж. Бас                       |
| 11011 ІПМК (KIAM)                     | 1981 UK11            | 22 жовтня 1981    | КрАО                                    | Черних Микола Степанович         |
| 11012 Генінг (Henning)                | 1982 JH2             | 15 травня 1982    | Паломарська обсерваторія                | Паломарська обсерваторія         |
| 11013 Кулландер (Kullander)           | 1982 QP1             | 16 серпня 1982    | Обсерваторія Ла-Сілья                   | Клаес-Інґвар Лаґерквіст          |
| 11014 Святоплук (Svatopluk)           | 1982 QY1             | 23 серпня 1982    | Обсерваторія Піскештето                 | Мілан Антал                      |
| 11015 Романенко (Romanenko)           | 1982 SJ7             | 17 вересня 1982   | КрАО                                    | Черних Микола Степанович         |
| 11016 Борисов (Borisov)               | 1982 SG12            | 16 вересня 1982   | КрАО                                    | Черних Людмила Іванівна          |
| 11017 Біллпутнам (Billputnam)         | 1983 BD              | 16 січня 1983     | Станція Андерсон-Меса                   | Едвард Бовелл                    |
| (11018) 1983 CZ2                      | 1983 CZ2             | 15 лютого 1983    | Станція Андерсон-Меса                   | Норман Томас                     |
| 11019 Гансрот (Hansrott)              | 1984 HR              | 25 квітня 1984    | Обсерваторія Клеть                      | Антонін Мркос                    |
| 11020 Орвелл (Orwell)                 | 1984 OG              | 31 липня 1984     | Обсерваторія Клеть                      | Антонін Мркос                    |
| 11021 Фодера (Fodera)                 | 1986 AT2             | 12 січня 1986     | Станція Андерсон-Меса                   | Едвард Бовелл                    |
| 11022 Серіо (Serio)                   | 1986 EJ1             | 5 березня 1986    | Станція Андерсон-Меса                   | Едвард Бовелл                    |
| (11023) 1986 QZ                       | 1986 QZ              | 26 серпня 1986    | Обсерваторія Ла-Сілья                   | Анрі Дебеонь                     |
| (11024) 1986 QC1                      | 1986 QC1             | 26 серпня 1986    | Обсерваторія Ла-Сілья                   | Анрі Дебеонь                     |
| (11025) 1986 QJ1                      | 1986 QJ1             | 27 серпня 1986    | Обсерваторія Ла-Сілья                   | Анрі Дебеонь                     |
| (11026) 1986 RE1                      | 1986 RE1             | 2 вересня 1986    | Обсерваторія Клеть                      | Антонін Мркос                    |
| 11027 Астаф'єв (Astafʹev)             | 1986 RX5             | 7 вересня 1986    | КрАО                                    | Черних Людмила Іванівна          |
| (11028) 1987 UW                       | 1987 UW              | 18 жовтня 1987    | Паломарська обсерваторія                | Жан Мюллер                       |
| (11029) 1988 GZ                       | 1988 GZ              | 9 квітня 1988     | Обсерваторія Брорфельде                 | Поуль Єнсен                      |
| (11030) 1988 PK                       | 1988 PK              | 13 серпня 1988    | Обсерваторія Сайдинг-Спрінг             | Роберт Макнот                    |
| (11031) 1988 RC5                      | 1988 RC5             | 2 вересня 1988    | Обсерваторія Ла-Сілья                   | Анрі Дебеонь                     |
| (11032) 1988 RE5                      | 1988 RE5             | 2 вересня 1988    | Обсерваторія Ла-Сілья                   | Анрі Дебеонь                     |
| (11033) 1988 SH3                      | 1988 SH3             | 16 вересня 1988   | Обсерваторія Серро Тололо               | Ш. Дж. Бас                       |
| (11034) 1988 TG                       | 1988 TG              | 9 жовтня 1988     | Обсерваторія Ґекко                      | Йошіакі Ошіма                    |
| (11035) 1988 VQ3                      | 1988 VQ3             | 12 листопада 1988 | Обсерваторія Ґекко                      | Йошіакі Ошіма                    |
| (11036) 1989 AW5                      | 1989 AW5             | 4 січня 1989      | Обсерваторія Сайдинг-Спрінг             | Роберт Макнот                    |
| 11037 Дістлер (Distler)               | 1989 CD6             | 2 лютого 1989     | Обсерваторія Карла Шварцшильда          | Ф. Бернґен                       |
| (11038) 1989 EE1                      | 1989 EE1             | 8 березня 1989    | Обсерваторія Йорії                      | Масару Араї, Хіроші Морі         |
| 11039 Рейналь (Raynal)                | 1989 GH2             | 3 квітня 1989     | Обсерваторія Ла-Сілья                   | Ерік Вальтер Ельст               |
| 11040 Вундт (Wundt)                   | 1989 RG1             | 3 вересня 1989    | Обсерваторія Верхнього Провансу         | Ерік Вальтер Ельст               |
| 11041 Фечнер (Fechner)                | 1989 SH2             | 26 вересня 1989   | Обсерваторія Ла-Сілья                   | Ерік Вальтер Ельст               |
| 11042 Ернствебер (Ernstweber)         | 1989 VD1             | 3 листопада 1989  | Обсерваторія Ла-Сілья                   | Ерік Вальтер Ельст               |
| 11043 Пеппінґ (Pepping)               | 1989 YX6             | 25 грудня 1989    | Обсерваторія Карла Шварцшильда          | Ф. Бернґен                       |
| (11044) 1990 DV                       | 1990 DV              | 28 лютого 1990    | Обсерваторія Кушіро                     | Сейджі Уеда, Хіроші Канеда       |
| (11045) 1990 HH1                      | 1990 HH1             | 26 квітня 1990    | Паломарська обсерваторія                | Е. Гелін                         |
| (11046) 1990 OE4                      | 1990 OE4             | 30 липня 1990     | Паломарська обсерваторія                | Генрі Гольт                      |
| (11047) 1990 QL1                      | 1990 QL1             | 22 серпня 1990    | Паломарська обсерваторія                | Генрі Гольт                      |
| (11048) 1990 QZ5                      | 1990 QZ5             | 29 серпня 1990    | Паломарська обсерваторія                | Генрі Гольт                      |
| (11049) 1990 RK2                      | 1990 RK2             | 14 вересня 1990   | Паломарська обсерваторія                | Генрі Гольт                      |
| 11050 Мессіан (Messiaen)              | 1990 TE7             | 13 жовтня 1990    | Обсерваторія Карла Шварцшильда          | Ф. Бернґен, Лутц Шмадель         |
| 11051 Расін (Racine)                  | 1990 VH12            | 15 листопада 1990 | Обсерваторія Ла-Сілья                   | Ерік Вальтер Ельст               |
| (11052) 1990 WM                       | 1990 WM              | 20 листопада 1990 | Обсерваторія Сайдинг-Спрінг             | Роберт Макнот                    |
| (11053) 1991 CQ6                      | 1991 CQ6             | 3 лютого 1991     | Обсерваторія Кушіро                     | Сейджі Уеда, Хіроші Канеда       |
| (11054) 1991 FA                       | 1991 FA              | 17 березня 1991   | Обсерваторія Кітт-Пік                   | Spacewatch                       |
| 11055 Гондурас (Honduras)             | 1991 GT2             | 8 квітня 1991     | Обсерваторія Ла-Сілья                   | Ерік Вальтер Ельст               |
| 11056 Волленд (Volland)               | 1991 LE2             | 6 червня 1991     | Обсерваторія Ла-Сілья                   | Ерік Вальтер Ельст               |
| (11057) 1991 NL                       | 1991 NL              | 8 липня 1991      | Паломарська обсерваторія                | Е. Гелін                         |
| (11058) 1991 PN10                     | 1991 PN10            | 7 серпня 1991     | Паломарська обсерваторія                | Генрі Гольт                      |
| 11059 Нулліусінверба (Nulliusinverba) | 1991 RS              | 4 вересня 1991    | Паломарська обсерваторія                | Е. Гелін                         |
| (11060) 1991 RA13                     | 1991 RA13            | 10 вересня 1991   | Паломарська обсерваторія                | Генрі Гольт                      |
| 11061 Лагерлеф (Lagerlof)             | 1991 RS40            | 10 вересня 1991   | Обсерваторія Карла Шварцшильда          | Ф. Бернґен                       |
| (11062) 1991 SN                       | 1991 SN              | 30 вересня 1991   | Обсерваторія Сайдинг-Спрінг             | Роберт Макнот                    |
| 11063 Пойнтінг (Poynting)             | 1991 VC6             | 2 листопада 1991  | Обсерваторія Ла-Сілья                   | Ерік Вальтер Ельст               |
| 11064 Доґен (Dogen)                   | 1991 WB              | 30 листопада 1991 | Каґошіма                                | Масару Мукаї, Масанорі Такеїші   |
| (11065) 1991 XE2                      | 1991 XE2             | 1 грудня 1991     | Паломарська обсерваторія                | Генрі Гольт                      |
| 11066 Sigurd                          | 1992 CC1             | 9 лютого 1992     | Паломарська обсерваторія                | Керолін Шумейкер, Юджин Шумейкер |
| 11067 Ґріненсі (Greenancy)            | 1992 DC3             | 25 лютого 1992    | Обсерваторія Кітт-Пік                   | Spacewatch                       |
| (11068) 1992 EA                       | 1992 EA              | 2 березня 1992    | Обсерваторія Кушіро                     | Сейджі Уеда, Хіроші Канеда       |
| 11069 Bellqvist                       | 1992 EV4             | 1 березня 1992    | Обсерваторія Ла-Сілья                   | UESAC                            |
| (11070) 1992 EV9                      | 1992 EV9             | 2 березня 1992    | Обсерваторія Ла-Сілья                   | UESAC                            |
| (11071) 1992 EU14                     | 1992 EU14            | 1 березня 1992    | Обсерваторія Ла-Сілья                   | UESAC                            |
| 11072 Хіраока (Hiraoka)               | 1992 GP              | 3 квітня 1992     | Обсерваторія Кітамі                     | Кін Ендате, Кадзуро Ватанабе     |
| 11073 Кавелл (Cavell)                 | 1992 RA4             | 2 вересня 1992    | Обсерваторія Ла-Сілья                   | Ерік Вальтер Ельст               |
| 11074 Куніваке (Kuniwake)             | 1992 SC1             | 23 вересня 1992   | Обсерваторія Кітамі                     | Кін Ендате, Кадзуро Ватанабе     |
| 11075 Донгофф (Donhoff)               | 1992 SP26            | 23 вересня 1992   | Обсерваторія Карла Шварцшильда          | Ф. Бернґен                       |
| (11076) 1992 UR                       | 1992 UR              | 21 жовтня 1992    | Обсерваторія Кійосато                   | Сатору Отомо                     |
| (11077) 1992 WB2                      | 1992 WB2             | 18 листопада 1992 | Обсерваторія Кушіро                     | Сейджі Уеда, Хіроші Канеда       |
| (11078) 1992 WH2                      | 1992 WH2             | 18 листопада 1992 | Обсерваторія Кушіро                     | Сейджі Уеда, Хіроші Канеда       |
| 11079 Міцунорі (Mitsunori)            | 1993 AJ              | 13 січня 1993     | Обсерваторія Кітамі                     | Кін Ендате, Кадзуро Ватанабе     |
| (11080) 1993 FO                       | 1993 FO              | 23 березня 1993   | Університетська обсерваторія Маунт-Джон | Алан Ґілмор, Памела Кілмартін    |
| 11081 Персеве (Persave)               | 1993 FA13            | 21 березня 1993   | Обсерваторія Ла-Сілья                   | UESAC                            |
| 11082 Спілліарт (Spilliaert)          | 1993 JW              | 14 травня 1993    | Обсерваторія Ла-Сілья                   | Ерік Вальтер Ельст               |
| 11083 Каракас (Caracas)               | 1993 RZ6             | 15 вересня 1993   | Обсерваторія Ла-Сілья                   | Ерік Вальтер Ельст               |
| 11084 Джіо (Gio)                      | 1993 SG3             | 19 вересня 1993   | Фарра-д'Ізонцо                          | Фарра-д'Ізонцо                   |
| 11085 Ісала (Isala)                   | 1993 SS6             | 17 вересня 1993   | Обсерваторія Ла-Сілья                   | Ерік Вальтер Ельст               |
| 11086 Наґатаюдзі (Nagatayuji)         | 1993 TC1             | 11 жовтня 1993    | Обсерваторія Кітамі                     | Кін Ендате, Кадзуро Ватанабе     |
| 11087 Ямасакімакото (Yamasakimakoto)  | 1993 TK1             | 15 жовтня 1993    | Обсерваторія Кітамі                     | Кін Ендате, Кадзуро Ватанабе     |
| (11088) 1993 UN                       | 1993 UN              | 19 жовтня 1993    | Обсерваторія Наті-Кацуура               | Йошісада Шімідзу, Такеші Урата   |
| (11089) 1994 CS8                      | 1994 CS8             | 8 лютого 1994     | Мерида (Венесуела)                      | Орландо Наранхо                  |
| 11090 Попелін (Popelin)               | 1994 CT12            | 7 лютого 1994     | Обсерваторія Ла-Сілья                   | Ерік Вальтер Ельст               |
| 11091 Телоніус (Thelonious)           | 1994 DP              | 16 лютого 1994    | Обсерваторія Кітт-Пік                   | Spacewatch                       |
| 11092 Івакісан (Iwakisan)             | 1994 ED              | 4 березня 1994    | Обсерваторія Оїдзумі                    | Такао Кобаяші                    |
| (11093) 1994 HD                       | 1994 HD              | 17 квітня 1994    | Обсерваторія Сайдинг-Спрінг             | Роберт Макнот                    |
| 11094 Куба (Cuba)                     | 1994 PG17            | 10 серпня 1994    | Обсерваторія Ла-Сілья                   | Ерік Вальтер Ельст               |
| 11095 Гавана (Havana)                 | 1994 PJ22            | 12 серпня 1994    | Обсерваторія Ла-Сілья                   | Ерік Вальтер Ельст               |
| (11096) 1994 RU1                      | 1994 RU1             | 1 вересня 1994    | Паломарська обсерваторія                | Е. Гелін                         |
| (11097) 1994 UD1                      | 1994 UD1             | 31 жовтня 1994    | Обсерваторія Наті-Кацуура               | Йошісада Шімідзу, Такеші Урата   |
| 11098 Гінсберг (Ginsberg)             | 1995 GC2             | 2 квітня 1995     | Обсерваторія Кітт-Пік                   | Spacewatch                       |
| 11099 Сонодамасакі (Sonodamasaki)     | 1995 HL              | 20 квітня 1995    | Обсерваторія Кітамі                     | Кін Ендате, Кадзуро Ватанабе     |
| 11100 Лай (Lai)                       | 1995 KC              | 22 травня 1995    | Обсерваторія Сан-Вітторе                | Обсерваторія Сан-Вітторе         |

| ← Астероїди 10001—20000 → |             |             |             |             |             |             |             |             |             |
| 10001—10100               | 11001—11100 | 12001—12100 | 13001—13100 | 14001—14100 | 15001—15100 | 16001—16100 | 17001—17100 | 18001—18100 | 19001—19100 |
| 10101—10200               | 11101—11200 | 12101—12200 | 13101—13200 | 14101—14200 | 15101—15200 | 16101—16200 | 17101—17200 | 18101—18200 | 19101—19200 |
| 10201—10300               | 11201—11300 | 12201—12300 | 13201—13300 | 14201—14300 | 15201—15300 | 16201—16300 | 17201—17300 | 18201—18300 | 19201—19300 |
| 10301—10400               | 11301—11400 | 12301—12400 | 13301—13400 | 14301—14400 | 15301—15400 | 16301—16400 | 17301—17400 | 18301—18400 | 19301—19400 |
| 10401—10500               | 11401—11500 | 12401—12500 | 13401—13500 | 14401—14500 | 15401—15500 | 16401—16500 | 17401—17500 | 18401—18500 | 19401—19500 |
| 10501—10600               | 11501—11600 | 12501—12600 | 13501—13600 | 14501—14600 | 15501—15600 | 16501—16600 | 17501—17600 | 18501—18600 | 19501—19600 |
| 10601—10700               | 11601—11700 | 12601—12700 | 13601—13700 | 14601—14700 | 15601—15700 | 16601—16700 | 17601—17700 | 18601—18700 | 19601—19700 |
| 10701—10800               | 11701—11800 | 12701—12800 | 13701—13800 | 14701—14800 | 15701—15800 | 16701—16800 | 17701—17800 | 18701—18800 | 19701—19800 |
| 10801—10900               | 11801—11900 | 12801—12900 | 13801—13900 | 14801—14900 | 15801—15900 | 16801—16900 | 17801—17900 | 18801—18900 | 19801—19900 |
| 10901—11000               | 11901—12000 | 12901—13000 | 13901—14000 | 14901—15000 | 15901—16000 | 16901—17000 | 17901—18000 | 18901—19000 | 19901—20000 |